# Кастин (епископ Византийский)
Епископ Кастин (греч. Καστίνη ум. 237) - епископ Византийский, занимавший кафедру на протяжении 7 лет (230-237 гг.).
Предшественником Епископа Кастина был Кириак I, а его преемником являлся патриарх Евгений I.
Кастин был очень богатым римлянином, сенатором. Однажды он тяжело заболел и отправился в пригород Византия, где, как он слышал, Епископ Кириллиан совершал "чудеса исцеления". Епископ Кириллиан исцелил Кастина и обратил его в христианство. Епископ Кастин послал в Рим распоряжение о раздаче бедным всего своего имущества, а сам остался жить при епископе. Кириллиан крестил Кастина, обучил в христианском учении и рукоположил во епископа Аргиропольского, сделав своим преемником и завещав перенести епископскую кафедру из Аргирополя в Византий.
В Житии, Кастин называется 20-м епископом Аргиропольским и первым епископом Византия. Ему также приписывается постройка церкви во имя Евфимии Всехвальной Халкидонской.
День памяти Епископа Кастина установлен 25-го января.

Каллист Никифор упоминает его как Константина без уточнения дат правления. В Хронографии Никифора I, патриарха Константинопольского, Кастин упомянут как 20-й епископ Византия, который занимал кафедру 7 лет. Сведения о 7 годах его правления восходят к "апостольскому каталогу" Псевдо-Дорофея.